# Adelman de Liège
Pour les articles homonymes, voir Adelman.
Adelman de Liège (Adelmannus Leodiensis), né au XIe siècle dans la principauté de Liège et mort vers 1060 à Brescia, était prêtre et écolâtre à Liège. Vers 1050 il fut évêque de Brescia.

## Biographie
Né dans la principauté de Liège, Adelaman étudie à l'École de Chartres sous Fulbert († 1028), étant alors sous-diacre. Il y a notamment pour condisciple Bérenger de Tours. Revenu à Liège, car rappelé par l'évêque Réginard, il y devient en 1031 écolâtre de la cathédrale, remplaçant Wazon à ce poste. Sigebert de Gembloux (Script. eccl., § 153) l'appelle vir in omni varietate scripturarum doctissimus. 
Adelman quitte Liège à une date et pour une raison inconnue (son successeur Gozechin doit aussi s'exiler à Mayence un peu plus tard), et il séjourne un temps en Rhénanie, où il entend parler de l'enseignement controversé de son ancien condisciple Bérenger. Il en fait mention d'abord à leur ami commun Paulin, primicier de l'Église de Metz, mais n'en reçoit aucune réponse. Deux ans plus tard, entre 1048 et 1050, il adresse depuis Spire une longue lettre à Bérenger lui-même pour l'adjurer au nom de leur vieille amitié de renoncer à ses erreurs. 
Adelman est ensuite, plusieurs années (après 1050), évêque de Brescia (Lombardie), les dates exactes de sa consécration et de sa mort sont incertaines. Il est inhumé dans l'église Saints-Faustin-et-Jovite de Brescia (d'où ses restes furent transférés en 1612)[Où ?].

## Écrits
- Adelman de Liège est surtout connu pour sa Lettre à Béranger, un document eucharistique. Considérée comme l'un des plus beaux textes de la littérature latine du XIe siècle, plusieurs fois éditée (depuis 1551) dans des recueils relatifs à la querelle sur la transsubstantiation.
- Un poème de 69 vers intitulé Rhythmi alphabetici de viris illustribus sui temporis est conservé: 23 tercets commençant chacun par une lettre de l'alphabet, où il évoque brièvement, dans une complainte funèbre, son maître Fulbert de Chartres et ses anciens condisciples disparus. Il existe en fait deux versions de ce poème : une première composée en 1033, et une seconde, légèrement modifiée, en 1048.
- En 1048, il adresse à Bérenger de Tours la lettre suivante[2] :

« Te rappelles-tu [...] cette académie chartraine sous notre vénérable Socrate [...] ces colloque intimes du soir qu'il animait souvent, dans la jardinet jouxtant la chapelle ? »

## Éditions
- Patrologia Latina, vol. 143, col. 1279-1298.
- Julien Havet (éd.), Poème rythmique d'Adelman de Liége sur plusieurs savants du XIe siècle, dans Notices et documents pour la Société de l'histoire de France, Paris, 1884, pp. 71-92.